# رومن بروکس
رومن بروکس (انگلیسی: Romaine Brooks; ۱ مهٔ ۱۸۷۴ – ۷ دسامبر ۱۹۷۰) نقاش و مجسمه‌ساز ایتالیایی‌تبار اهل ایالات متحده بود. او در پرتره‌نگاری تبحر داشت و معمولاً از تخته‌رنگ خاکستری کم‌رنگ استفاده می‌کرد. بروکس به مکتبهای نوظهور همچون کوبیسم و فوویسم بی‌اعتنا بود و در عوض به آثار نقاشانی همچون جیمز مک‌نیل ویسلر، والتر سیکرت و چارلز کاندر توجه داشت.